# Humberto Mariles Cortés
Humberto Mariles Cortés (Parral, Mèxic 1913 - París, França 1972) fou un militar i genet mexicà, guanyador de tres medalles olímpiques.

## Biografia
Va néixer el 13 de juny de 1913 a la ciutat de Parral, població situada a l'estat mexicà de Chihuahua.
Va morir el 6 de desembre de 1972 a la ciutat de París, capital de França.

## Carrera esportiva
Va participar, als 35 anys, als Jocs Olímpics d'Estiu de 1948 celebrats a Londres (Regne Unit), on va aconseguir guanyar la medalla d'or en la prova del concurs de salt d'obstacles individual i per equips amb el cavall "Arete", i esdevenen els primers títols olímpics mexicans. Així mateix guanyà la medalla de bronze en la prova de concurs complet d'equitació per equips amb el cavall "Parral", finalitzant dotzè en aquesta mateixa prova en la modalitat individual.
Participà en els Jocs Olímpics d'Estiu de 1952 realitzats a Hèlsinki (Finlàndia), on va finalitzar sisè en la prova individual de salt d'obstacles i novè en la prova per equips.

## Presó i mort
L'any 1964 fou condemnat a 25 anys de presó per matar un home. Després de pasar cinc anys a la presó fou alliberat i tornat a arrestar a la ciutat de París (França), l'any 1972, acusat de ser traficant de drogues. Va morir el 6 de desembre d'aquell mateix any a la seva cel·la de la presó.